# Naperville
Naperville város az USA Illinois államában. Lakosainak száma 149 540 fő (2020. április 1.).

## Népesség
A település népességének változása:

| 2010 | 141 853 |
| 2020 | 149 540 |

## Közlekedés

### Vasút
A települést napi egy pár California Zephyr néven futó Amtrak távolsági vonatjárat érinti.